# Borgå økonomiske region
Borgå økonomiske region (svensk: Borgå ekonomiska region, finsk: Porvoon seutukunta) består af fire kommuner i det finske landskab Nyland.
Blandt de fire kommuner er: Borgå stad.